# Lista chorążych reprezentacji Gruzji na igrzyskach olimpijskich

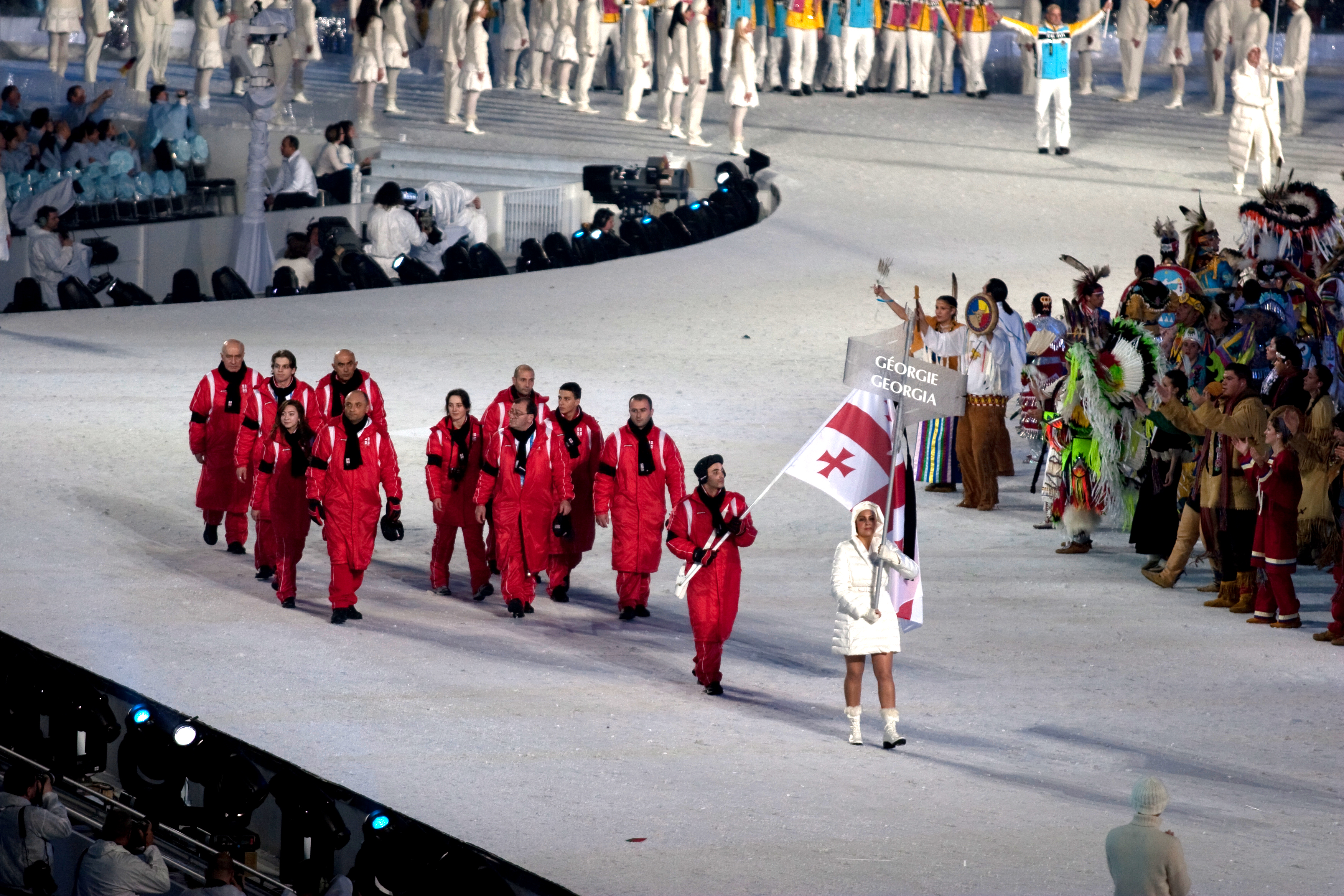
Reprezentacja Gruzji podczas ceremonii otwarcia igrzysk olimpijskich w Vancouver

Lista chorążych reprezentacji Gruzji na igrzyskach olimpijskich – lista zawodników i zawodniczek reprezentacji Gruzję, którzy podczas ceremonii rozpoczęcia danych igrzysk olimpijskich nieśli flagę Gruzji.

## Lista
| Lp. | Rok i miejsce        | Sezon  | Chorąży               | Dyscyplina            |
| --- | -------------------- | ------ | --------------------- | --------------------- |
| 1   | 1994, Lillehammer    | zimowe | Zurab Dżidżiszwili    | narciarstwo alpejskie |
| 2   | 1996, Atlanta        | letnie | Giorgi Kandelaki      | boks                  |
| 3   | 1998, Nagano         | zimowe | Sopiko Achmeteli      | narciarstwo alpejskie |
| 4   | 2000, Sydney         | letnie | Giorgi Asanidze       | podnoszenie ciężarów  |
| 5   | 2002, Salt Lake City | zimowe | Sopiko Achmeteli      | narciarstwo alpejskie |
| 6   | 2004, Ateny          | letnie | Zurab Zwiadauri       | judo                  |
| 7   | 2006, Turyn          | zimowe | Wachtang Murwanidze   | łyżwiarstwo figurowe  |
| 8   | 2008, Pekin          | letnie | Ramaz Nozadze         | zapasy                |
| 9   | 2010, Vancouver      | zimowe | Iason Abramaszwili    | narciarstwo alpejskie |
| 10  | 2012, Londyn         | letnie | Nino Salukwadze       | strzelectwo           |
| 11  | 2014, Soczi          | zimowe | Nino Ciklauri         | narciarstwo alpejskie |
| 12  | 2016, Rio de Janeiro | letnie | Awtandil Czrikiszwili | judo                  |
| 13  | 2018, Pjongczang     | zimowe | Moris Kwitelaszwili   | łyżwiarstwo figurowe  |
| 14  | 2020, Tokio          | letnie | Nino Salukwadze       | strzelectwo           |
| 14  | 2020, Tokio          | letnie | Lasza Talachadze      | podnoszenie ciężarów  |